# Katedra Niepokalanego Poczęcia Najświętszej Maryi Panny w Agrze
Katedra Niepokalanego Poczęcia Najświętszej Maryi Panny w Agrze jest rzymskokatolicką katedrą w indyjskim mieście Agra oraz siedzibą arcybiskupa Agry i główną świątynią archidiecezji Agra. Katedra znajduje się przy ulicy Wazirpura Road.
Obecna okazała katedra jest pod wezwaniem Niepokalanego Poczęcia Najświętszej Maryi Panny. Prace budowlane rozpoczęto w 1846 roku przez ks. dr. Josepha Anthony'ego Borghiego OC, wikariusza apostolskiego Tybetu i Hindustanu i została uroczyście poświęcona przez niego w dniu 1 stycznia 1848 roku. Architektem katedry był ks. Bonawentura, Włoch z Florencji. W 1857 roku kościół został w znacznym stopniu zniszczony w czasie pierwszej wojny o niepodległość. Wspaniały ołtarz, który został ufundowany przez Messrs John & Co został poświęcony bardzo uroczyście przez ks. dr. Gentiliego OC, w grudniu 1899 roku. Piękno kościoła zostało dodatkowo wzbogacone przez wybrukowanie jego posadzki białymi i czarnymi marmurowymi płytami i wymienienie sześciu bocznych ołtarzy gipsowych na marmurowe. Parafia katedralna dysponuje dziś siedmioma religijnymi świątyniami i czternastoma instytucjami.